# Паново (Рузский городской округ)
Паново — деревня в Рузском районе Московской области, входящая в сельское поселение Колюбакинское. Население — 36 чел. (2010). До 2006 года Паново входило в состав Барынинского сельского округа
Деревня расположена на востоке района, примерно в 14 километрах восточнее Рузы, у истока реки Малиновки (приток Озерны), высота центра над уровнем моря 207 м. Ближайшие населённые пункты в 2,2 км — Кривошеино на восток и Новогорбово — на северо-восток.

## Население
| 2002 | 2006 | 2010 |
| ---- | ---- | ---- |
| 6    | ↗10  | ↗36  |